# Мадона дела Фонте (Мачерата)
Мадона дела Фонте (итал. Madonna della Fonte) насеље је у Италији у округу Мачерата, региону Марке.
Према процени из 2011. у насељу је живело 27 становника. Насеље се налази на надморској висини од 434 м.